# 黒部亜希子
黒部 亜希子（くろべ あきこ、1973年8月16日 - ）は、テレビ大阪 (TVO) の社員で、同局および宮崎放送の元アナウンサー。

## 来歴・人物
兵庫県宝塚市出身。聖心女子大学文学部卒業後の1996年に、アナウンサーとして宮崎放送に入社。
1999年3月31日付で宮崎放送を退社。
2000年4月1日付で、テレビ大阪に正社員として移籍。移籍後10年間はアナウンサーとしての活動を続けていた。
2009年にアナウンス部から編成部へ異動。
2020年4月1日付で、アナウンス部長としてアナウンス部へ11年振りに復帰。ただし、復帰後はアナウンス部の管理業務を優先していた。
2023年4月1日付の人事異動で、アナウンス職を再び離脱。異動を機に、経営企画局の管理職（次長、秘書広報担当、SDGs・CSR推進グループ長）と放送番組審議会の事務局長を兼務している。

## アナウンサー時代の担当番組

### 宮崎放送時代
- アニメランド

### テレビ大阪への移籍後
以下の番組は、アナウンス部から最初に異動するまで担当。
- 満点!しあわせテレビ - リポーター[1]
- ニュースアイKANSAI - キャスター、スポーツ担当[1]
- レッツ府議会 - 司会[2]
- 経済発見 - ナレーター[1]
- よかったょ！ - ナレーター[1]
- 征平・宮根のクチコミぃ!? - ナレーター[4]
- ニュースBIZ - リポーター[5]、「シリーズ散歩道」不定期ナレーター[6]
- みみヨリぃ!? - ナレーター[2]
- なるほど!ラボ - ナレーター[2]
- NEWSα[2]

以下の番組は、アナウンス部へ復帰してから、再び異動するまで担当。
- やさしいニュースPLUS - 不定期

以下の番組ではいずれも、ナレーターを担当。
- 発見!!食遺産 #あなたのレシピ残させてください
- 石橋勝のボランティア21[7]
- たこるTV[7]